# The Jim Jones Revue
The Jim Jones Revue es una banda de Rock and roll compuesta por Jim Jones, Rupert Orton, Henry Herbert, Gavin Jay y Nick Jones.

## Historia
La banda se formó cuando Jim Jones conoció a Rupert Orton en el pub londinense "Not The Same Old Blues Crap". En 2008, la banda grabó su primer álbum de debut en sólo 48 horas en Camden, Londres. El disco (homónimo) fue lanzado el 8 de septiembre de 2008 a través de Punk Rock Blues Records.
Una colección de singles y caras B llamada "Here To Save Your Soul" fue lanzada el 5 de octubre de 2009. Desde entonces el grupo ha grabado su segundo álbum llamado "Burning Your House Down", producido por Jim Sclavunos y el grupo Nick Cave and the Bad Seeds, que fue lanzado en el otoño de 2011. En una entrevista Jim Jones explicó que habían escogido a Sclavunos por su trabajo en bandas como Sonic Youth and The Cramps.
En septiembre del 2011, la banda presentó "Burning Your House Down" en el club de Londres "Madame Jojo's" agotándose las entradas, contando con la asistencia del cantante de Oasis, Liam Gallagher, así como Nick Cave and the Bad Seeds entre otros.
Aparecieron en el prestigioso "the Late Show with David Letterman (CBS)" el 7 de septiembre del 2011.

## Estilo musical
Su estilo ha sido comparado con algunos de los primeros artistas de rock and roll como Jerry Lee Lewis y Little Richard, así como del punk rock con grupos como The Stooges, MC5 y Motörhead.
El programa de la BBC Johnny Sharp escribió que la banda poseía "una guitarra trituradora, un piano furioso y un ritmo abrasador y tempestuoso" aludiendo al frenetismo del grupo.
En referencia al segundo disco de la banda, The Guardian dijo que, "Burning Your House Down sonaba como una pelea de gangsters convertida en un blues de 12 tiempos" y que "The Jim Jones Revue hace imaginar que el rock'n'roll realmente no necesitó evolucionar después del 1956; que sólo necesitó mucha más fuerza y ser mucho más distorsionado".
En el otoño de 2012 sacaron un nuevo disco "The Savage Heart", con un cambio de estética notable y en el que destaca la aparición de una nueva vertiente del grupo con pistas más melódicas y profundas, llevándolos de gira por Europa ese año.

## Discografía

### Álbumes
- The Jim Jones Revue (Punk Rock Blues Records) (2008)

1. "Princess & The Frog"
2. "Hey, Hey, Hey, Hey"
3. "Rock N Roll Psychosis"
4. "Fish 2 Fry"
5. "512"
6. "Another Daze"
7. "Meat Man"
8. "Make It Hot"
9. "Who's Got Mine?"
10. "Cement Mixer"

- Burning Your House Down (Punk Rock Blues Records / PIAS Recordings) (2010)

1. "Dishonest Jon"
2. "High Horse"
3. "Foghorn"
4. "Big Len"
5. "Premeditated"
6. "Burning Your House Down"
7. "Shoot First"
8. "Elemental"
9. "Killin' Spree"
10. "Righteous Wrong"
11. "Stop The People"

- The Savage Heart (Punk Rock Blues Records / PIAS Recordings) (2012)

1. "It's gotta about me"
2. "Never Let You Go"
3. "7 Times Around the Sun"
4. "Where da Money Go?"
5. "Chain Gang"
6. "In and Out"
7. "Catastrophe"
8. "Eagle eye ball"
9. "The Savage Heart"